# 栗田広
栗田 広（くりた ひろし、1945年3月29日 - 2022年9月3日）は、日本の医学者・精神科医。専門は児童精神医学。東京大学名誉教授。医学博士。栗田廣と表記される場合がある。

## 来歴
- 1945年 - 東京都に生まれる
- 1972年 - 東京大学医学部医学科卒業。東京大学医学部附属病院精神神経科医員
- 1974年 - 東京大学医学部附属病院精神神経科助手
- 1982年 - 東京都精神医学総合研究所社会精神医学研究室副参事研究員
- 1984年 - 医学博士（東京大学）[3]
- 1987年 - 国立精神・神経センター精神保健研究所精神薄弱部部長
- 1992年 - 東京大学医学部精神衛生・看護学講座教授
- 1997年 - 東京大学大学院医学系研究科精神保健学分野教授
- 2005年 - 東京大学名誉教授、社会福祉法人全国心身障害児福祉財団・全国療育相談センター長
- 現職 東京大学名誉教授。社会福祉法人全国心身障害児福祉財団・全国療育相談センター長。精神科治療学編集顧問[2]。
- 2022年9月3日午後10時34分、前立腺がんのため自宅で死去[4]。77歳没。

## 著書

### 共著
- 石井毅、栗田広『研修医のための精神医学入門 第2版』星和書店、2009年3月。ISBN 9784791106998。

## 関連人物
- 杉山登志郎